# Järvamaa
Järvamaa (Estisch: Järva maakond) is een van de vijftien provincies van Estland. Ze ligt centraal in het land en heeft grenzen met de provincies Lääne-Virumaa in het oosten, Jõgevamaa in het zuidoosten, Viljandimaa in het zuiden, Pärnumaa in het zuidwesten, Raplamaa in het westen en Harjumaa in het noorden. De hoofdstad is Paide. De provincie had 30.072 inwoners op 1 januari 2023.
Op de grens met de buurprovincies Jõgevamaa en Lääne-Virumaa ligt het Natuurreservaat Endla.

## Gemeenten
De provincie is onderverdeeld in drie gemeenten:
- Järva
- Paide
- Türi

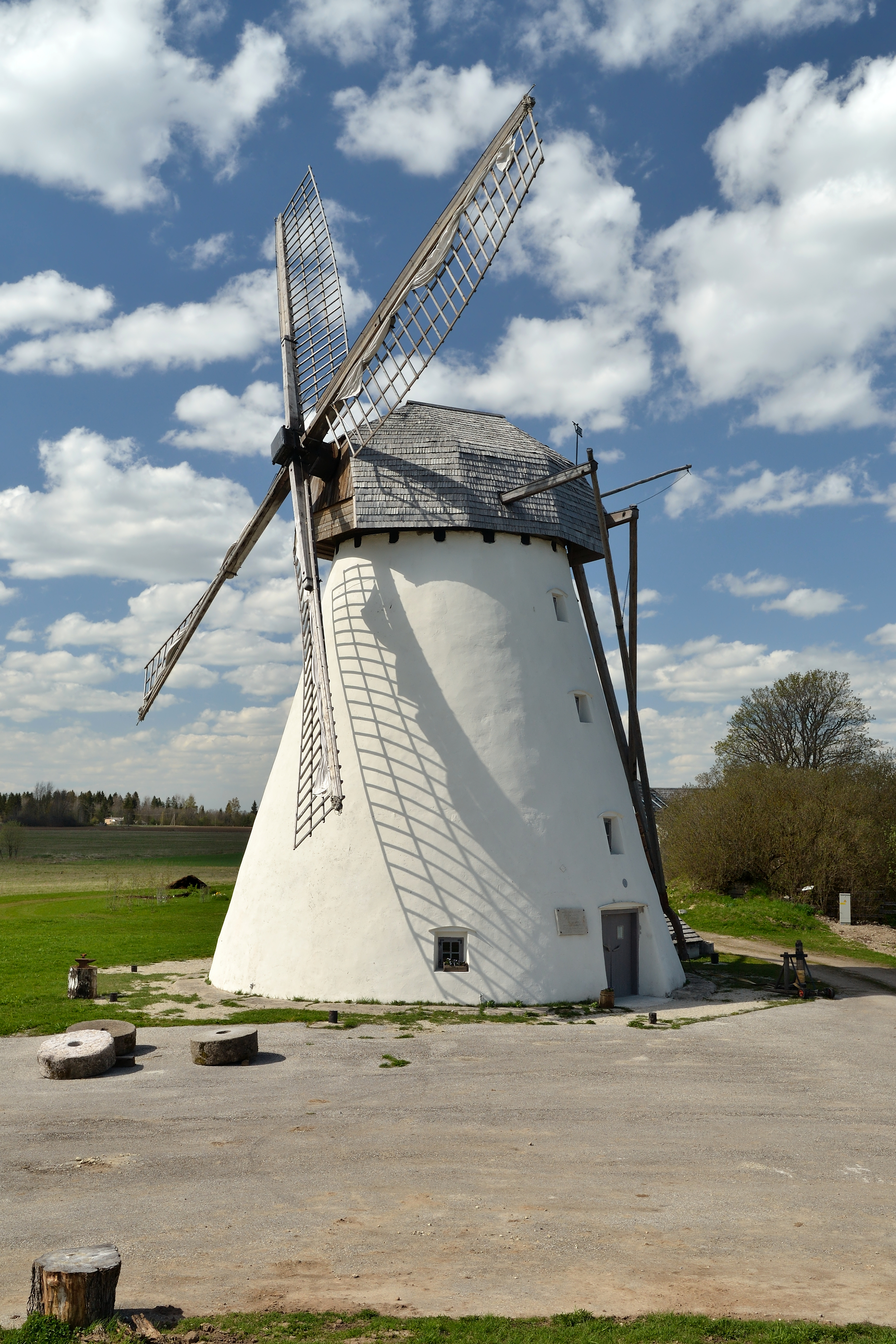
Molen in Seidla
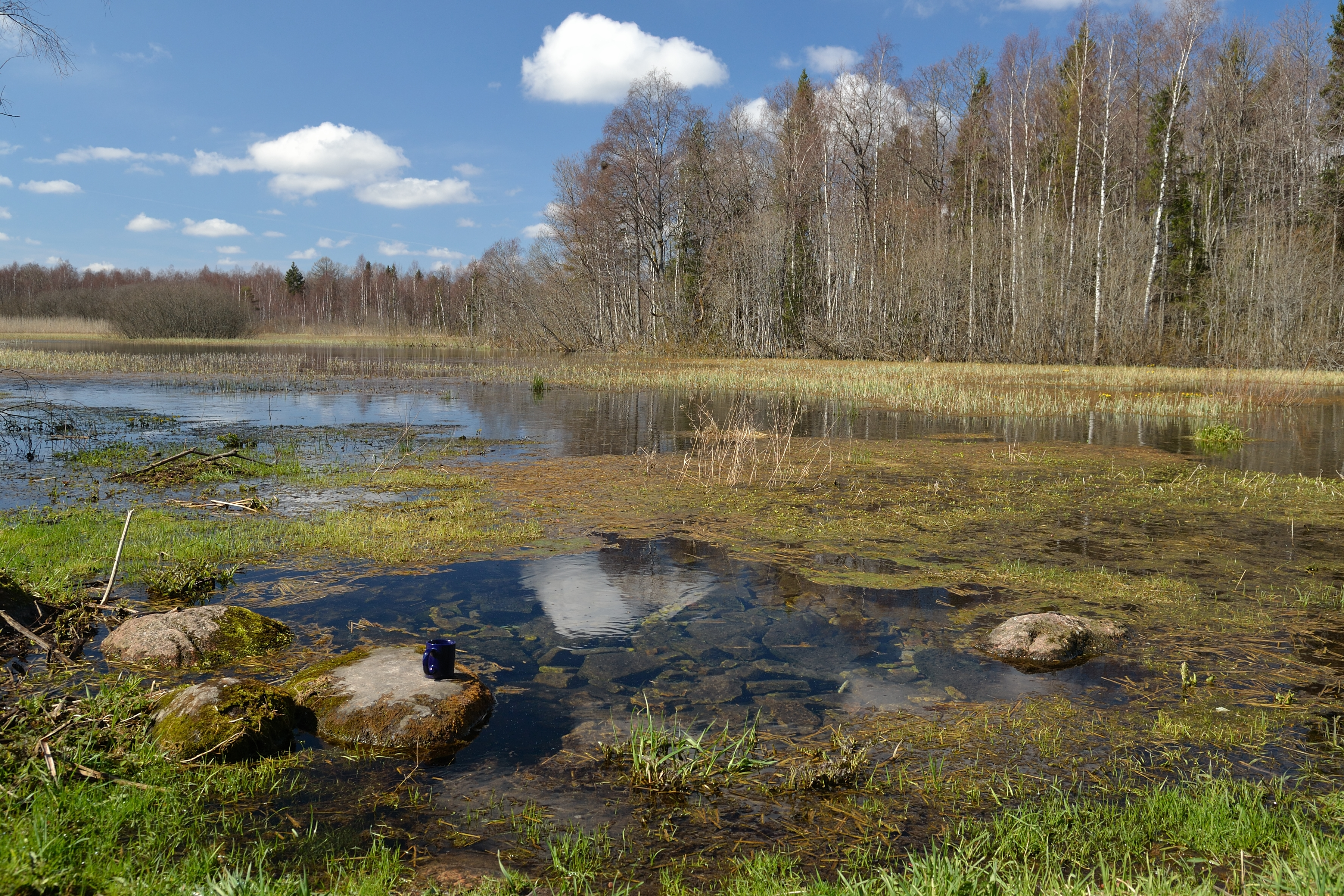
Het Esna allikajärv, een meer in Esna
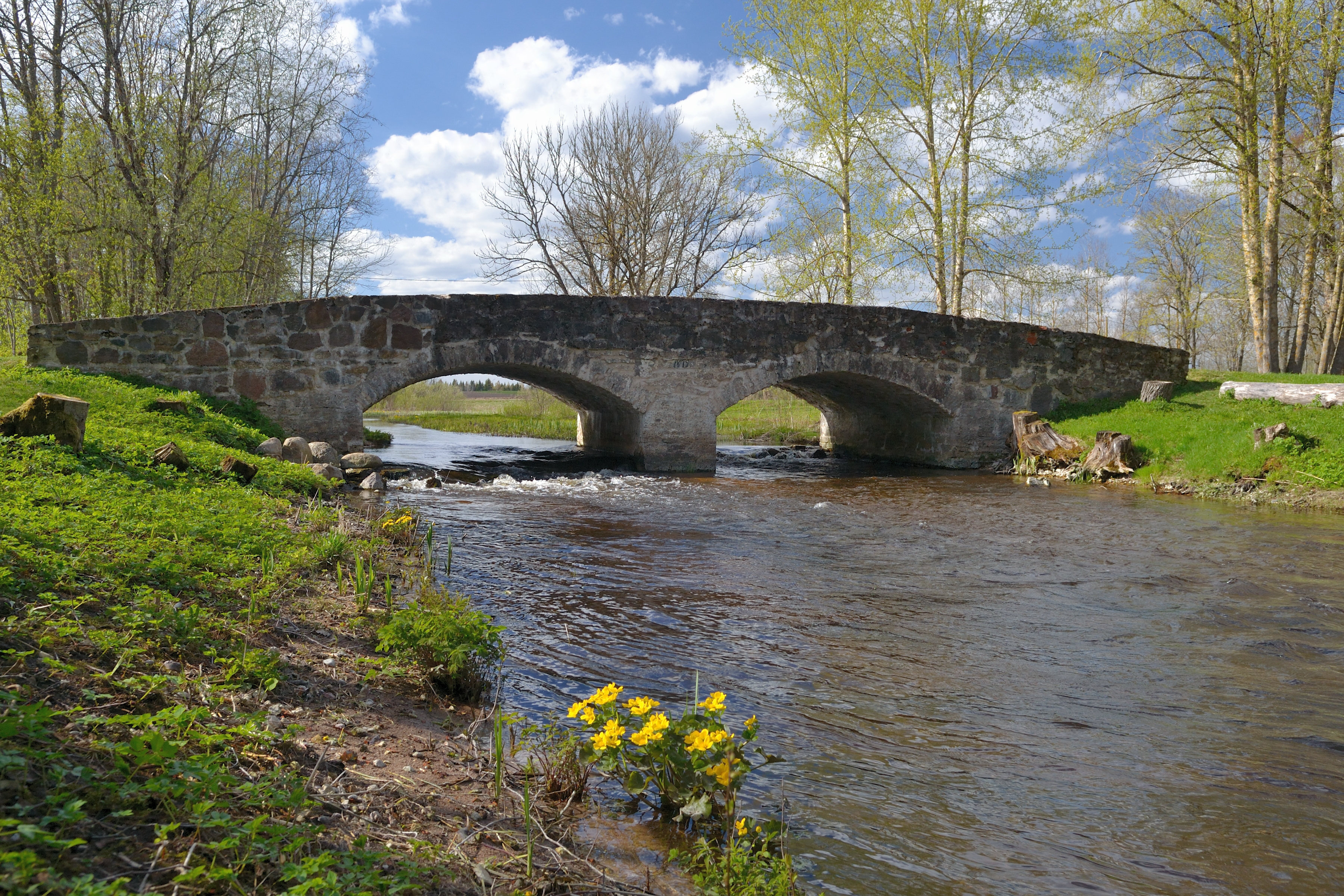
Brug over de Ambla bij Albu
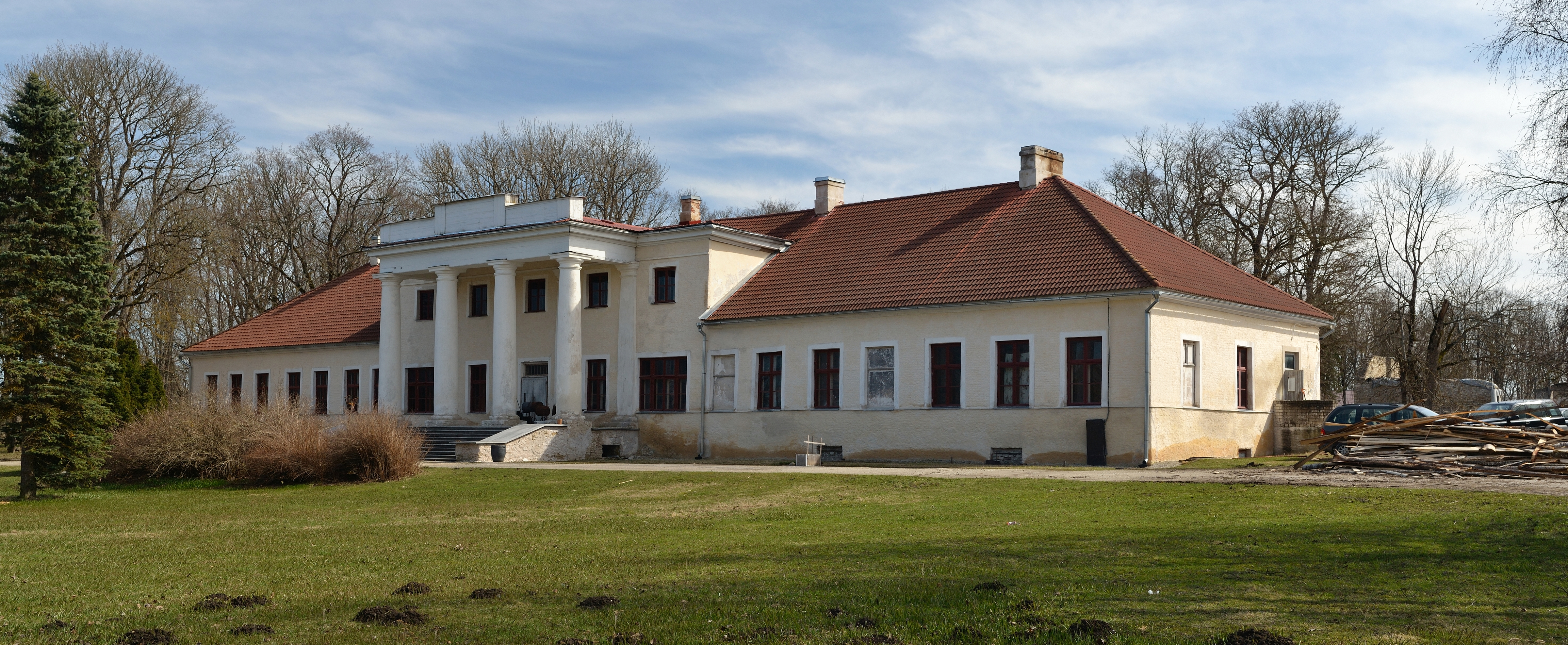
Het landhuis van Ervita
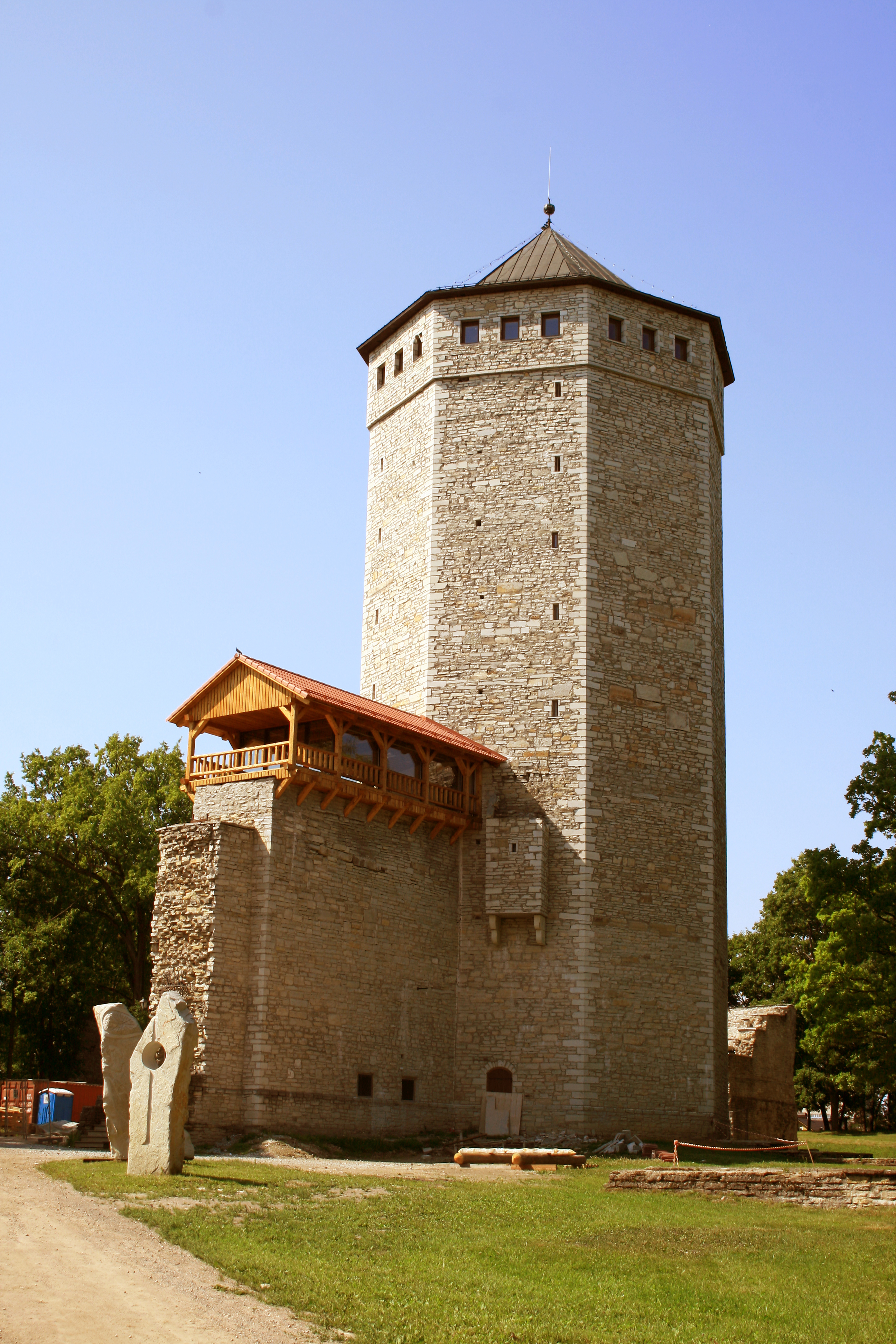
Het kasteel van Paide

Harjumaa · Hiiumaa · Ida-Virumaa · Järvamaa · Jõgevamaa · Läänemaa · Lääne-Virumaa · Pärnumaa · Põlvamaa · Raplamaa · Saaremaa · Tartumaa · Valgamaa · Viljandimaa · Võrumaa